# 沙壩鄉 (鄰水縣)
沙壩鄉，是四川省鄰水縣下轄的一個鄉級行政單位。

## 沿革[1]
- 1953年8月24日，沙壩鄉人民政府成立。隸屬第四區(罈同區)公所領導。1956年1月16日，沙壩鄉併入白果鄉，沙壩鄉人民政府撤銷。1953年8月至1956年1月，沙壩鄉人民政府鄉長是賴海河，副鄉長是何俊昌。